# Sandy & Junior
Sandy & Junior fue un dúo brasileño de cantantes jóvenes formado por los hermanos, Sandy Leah Lima (n. 28 de enero de 1983) y Durval de Lima Júnior. (11 de abril de 1984). Su discografía incluye 17 producciones, con las que alcanzaron la marca de 15 millones de discos vendidos en Brasil.
Son hijos de Xororó (del dúo de música sertaneja Chitãozinho e Xororó) y Noely. Durante su carrera también participaron en producciones de cine y televisión, destacándose una serie con su nombre que estuvo tres años en antena.
En 2007 finalizaron su carrera como dúo tras 17 años juntos.

## Carrera
Desde su nacimiento, estos hermanos mostraban pasión por la música. Antes de siquiera pensar en caminar, Sandy emitía un sonido que hacía que su abuela Mariazinha (del dúo Zé-do-Rancho & Mariazinha) vaticinara en muchas ocasiones que su nieta sería cantante. Júnior, a los dos años, obtuvo un violín de plástico. Poco después, el baterista de su padre (Xororó, del dúo Chitãozinho & Xororó) le regaló un par de baquetas. Para evitar que rompiera más objetos, sus padres mandaron a comprarle una batería, a los 3 años. Los "shows caseros" no eran suficiente para estos niños. Sandy pedía estar en el lugar de Amanda, la integrante más joven del grupo infantil Trem da Alegria. Júnior, vestido de payaso, se presentaba a veces en el circo de amigos de la familia. A finales de 1989, todo cambió. En una participación especial en el programa Som Brasil, el presentador Lima Duarte preguntó a Chitãozinho & Xororó si alguien de su familia cantaba. Chitãozinho dijo que los hijos de su hermano cantaban, entonces los niños fueron llamados en el siguiente programa para presentarse. Júnior llegó a hacer una "exigencia" para presentarse: exigió un trofeo. Sin ensayos, los hermanos cantaron y encantaron a todo Brasil con la canción "Maria Chiquinha" ("coletas" en portugués). La canción empezó a sonar en las radios y firmaron un contrato de 3 discos con la disquera Polygram.
El primer disco, Aniversário Do Tatu, vendió 300 mil copias y tuvo la participação de Xororó en la canción Casamento Natural, así obtuvieron su primer disco de oro. En 1991, hicieron su 1.er show para la Comunidad Nova Vida, en Votuporanga, São Paulo. La 1.ª presentación memorable fue en el Parque da Geleira, Minas Gerais. Ese mismo año, fueron teloneros de un concierto de Chitãozinho & Xororó en Miami e incluyeron las canciones Brincar De Ser Feliz, que era un éxito del dúo sertanejo.

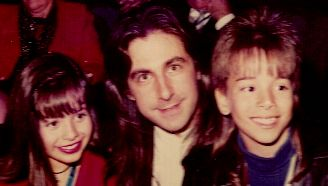
Sandy y Junior (c. 1992)

En 1992, grabaron Sábado à Noite, con participaciones de Chitãozinho & Xororó en Vamos Construir y la de Ney Matogrosso en la canción O Vira. Las fotos de la portada del álbum fueron tomadas en Nashville, Estados Unidos, donde grabaron también su primer videoclip, Sábado à Noite. Promocionando ese CD, se presentaron en una fiesta en Jaguariúna, el mismo día que TV Manchete grabaría una parte del show de Chitãozinho & Xororó para pasarla en la novela Ana Raio e Zé Trovão. La producción quedó tan fascinado con los niños que grabó la presentación de ellos y también la pasó en la novela. A fin de año, Sandy participó en el especial navideño de Xuxa cantando América Geral.
El 3.er álbum, Tô Ligado Em Você, dejó de lado las raíces sertanejas para dar la bienvenida al género pop-romántico. Después del lanzamiento, participaron en los conciertos de Michael Jackson en Brasil, traduciendo las músicas a lenguaje de los sordomudos. Júnior se presentó el 1.er día y Sandy el 2º. Para ese entonces se rumoreaba que los niños dejarían el colegio y los estudias para dedicarse exclusivamente a la carrera musical, lo que fue negado en el programa Domingão do Faustão. Cerraron el año con el especial Roberto Carlos, que en aquel año fue sobre Jovem Guarda. Como habían regrabado el hit Splish Splash, la invitación encajó como anillo al dedo. También incluyeron su canción Coça-Coça en el disco infantil de TV Colosso, además grabaron la canción navideña Noche de Paz en versión portuguesa. En esa época, fueron víctimas de una broma de Cámara Escondida, en un programa llamado Topa Tudo Por Dinheiro, en el cual todo lo que ellos querían probar en una tienda de deportes estaba malogrado.
En 1994 comenzaron los rumores de separación. Los hermanos estaban creciendo, faltaba poco para que entraran en la adolescencia. Se decía mucho que ellos no podrían mantener el éxito como algunas antiguas bandas infantiles tales como Balão Mágico y Trem da Alegria. Sin embargo, renovaron su contrato y grabaron Pra Dançar Com Você, que mostraba en la portada un logotipo más moderno con el nombre del dúo, además de tener 9 regrabaciones de Jovem Guarda. El álbum también tenía la canción Criança Esperança, tema del especial homónimo de aquel año. A finales de año, participaron en el espacial navideño de Xuxa cantando la canción Coração y obtuvieron un especial en TV Manchete, que mostró parte de su concierto. También grabaron la canción Coração Do Brasil junto a Chitãozinho & Xororó y Tonico & Tinoco, en homenaje a los 50 años de los últimos.
Dándole la contra a las expectativas, cada vez Sandy y Júnior vendían más y más. El 5.º álbum, Você É D+, contó con la participación especial de Xuxa en Rap Do Aniversário. El tour Sonho Real, basada en el CD, fue lanzaada en formato VHS. Ese mismo año, grabaron la canción Voa Vovô para el Soundtrack de la película Menino Maluquinho.
En 1996, lanzaron Dig-Dig-Joy. En las fotos, estos hermanos lucían un aspecto menos infantil. Junior por primera vez aparecía sin su típico corte mullet y Sandy con ropas más adolescentes. El CD también mostraba un sutil cambio pues contaba con músicas más románticas y contries que los anteriores, además de la canción Quero Saber, tema del Criança Esperança de aquel año. También grabaron la canción Xote das Meninas para el CD Forró Irado - O Melhor Do Forró Pé-De-Serra.
Continuando con la época de pubertad de estos hermanos, en 1997 grabaron Sonho Azul, que después de su lanzamiento obtuvo un bonus Track que hizo y tuvo que ser lanzada otra versión del CD. Era Uma Vez... fue grabada para ser tema de la novela del mismo nombre y obtuvo mucho éxito. Contava com la participación de Toquinho, que lanzó la música en su CD Toquinho No Mundo Da Criança. Aquel mismo año, participaron en la película O Noviço Rebelde com Renato Aragão, Tony Ramos y Patrícia Pillar. También trabajaron por primera vez como animadores de su propio programa en la televisión: Sandy & Junior Show en TV Manchete que semanalmente recebía invitados que eran entrevistados y cantaban. El programa tuvo una vida muy corta, porque el contrato del dúo con la emisora terminó menos de un año después y como había indicios que saldría del aire, ellos no renovaron contrato. A fin de año grabaron 4 canciones navideñas para el CD Natal Em Família, de Chitãozinho & Xororó, que también contaba con la participación de Fábio Junior, Roberta Miranda, Maurício & Mauri y Rick & Renner.
A los 14 años, Sandy fue escogida entre varias cantantes brasileñas para grabar la versión portuguesa de la canción VIVO PER LEI (Vivo por Ella) al lado del tenor italiano Andrea Bocelli, que la escogió después de oír su voz y calificarla como la más bonita de Brasil. Era la 1.ª vez que ella participaba de un proyecto sin Júnior, y volvieron los rumores de separación. Una vez más tuvo que ser desmentido el rumor, y la canción obtuvo un videoclip y fue parte del soundtrack de la telenovela Corpo Dourado.
Después, lanzaron su primer disco en vivo, Era Uma Vez.... Gravado en Olympya, São Paulo, también fue lanzado en VHS y fue el número uno en su país al vender más de 1'000,000 de copias. Posteriormente, fue lanzado en DVD. En el repertorio tuvieron muchas canciones que fueron parte del tour Eu Acho Que Pirei y 4 músicas inéditas, de las cuales 3 fueron grabadas en estudio. Una de ellas era Em Cada Sonho, versión en portugués de My Heart Will Go On (que estaba en el CD, cantada en vivo), tema de la película Titanic, originalmente grabada por Céline Dion, que sólo autorizó al dúo a regravar aquel éxito. Júnior participó por primera vez como instrumentista del álbum, tocando guitarra en el último track en vivo, Eu Acho Que Pirei.
Como era año del Mundial de Fútbol el dúo fue invitado a participar en un show en París cantando la canción Novo Tempo, de Ivan Lins. Las invitaciones no terminaron ahí. Sandy fue llamada para cantar Águas de Março en un Som Brasil especial de Elis Regina. Como los únicos hombres que cantarían serían el viudo y el hijo de la fallecida cantante, Júnior no fue invitado, regresando así los rumores y chismes sobre separación. En ese mismo año Sandy es escogida para grabar la versión en portugués del tema "Reflection " titulado en portugués Imagem como parte de la banda sonora de la película de Disney Mulan.
A fin de año, en TV Globo pasaron un especial de fin de año, que en realidad era un capítulo piloto de una serie que pensaban grabar el año siguiente y llevaría el nombre del dúo. Como fue un éxito el programa oficial fue lanzado el 11 de abril de 1999 y así continuó todos los domingos mostrando el día a día de los personajes del ficticio Centro de Educación Mario de Andrade, más conocido como CEMA, y se convirtió en la serié más vista y exitosa de la televisora.
En octubre de ese año, lanzaron el CD As Quatro Estações, el primero de muchos divisores de agua en la carrera del dúo. El álbum vendió más de 2 millones de copias y por primera vez traía canciones escritas por Sandy, que aseguró los éxitos As Quatro Estações y Olha O Que O Amor Me Faz. Esta última entró en la banda sonora de la novela brasileña más exitosa de los últimos tiempos EL CLAVEL Y LA ROSA, y no fue la única. Malia, grabada em italiano especialmente para a ocasión, era éxito de la telenovela Terra Nostra. Sin dudas, el grande hit do CD fue Vãmo Pulá. Todos los brasileños conocían "saltitante" coro.
A principios del año siguiente, Sandy & Júnior fueron invitados a grabar con Enrique Iglesias el tema You're My # 1 en una versión inglés/portugués, del cual también se grabó un videoclip. La música fue todo un éxito y se remureaba mucho sobre un posible romance entre Sandy y el cantante español.
Quatro Estações, el tour "hijo" del CD, fue una de los principales en la carrera del dúo. Por primera vez no estaba bajo la dirección de Noely, y Flávia Moraes hizo un increíble y perfecto trabajo que llegó a ser premiado como el mejor espectáculo en diversas premiaciones. Como decía el nombre, eran reproducidas todas las estaciones del año. En primavera, unos equipos especiales emanaban esencia de flores por el local del show, en verano, la temperatura subía um pouco al contrario de lo que sucedía en inverno, cuando el público tenía una sensación de frío. En otoño, caían pétalos de rosas cerca al escenario. La repertorio musical también innovaba con Sandy cantando Fascinação, de Elis Regina y As Bachianas No 5, de Villa Lobos. Esa última música era sustituida por Man, I Feel Like A Woman, de Shania Twain, en shows abiertos. Júnior tocaba cada vez mais instrumentos. En este tour, tocaba guitarra, batería y, em Smooth, de Santana, tocaba también percusión. El exitoso espectáculo se transformó en un CD campeón de ventas, con más de 3 millones de copias vendidas y lanzado también en VHS y DVD. En CD incluía 3 tracks en estudio y el videoclip de A Lenda se estrenó en Fantástico después de una votación venciendo a los mismos Beatles. A fin de año, grabaron con Gilberto Gil y Milton Nascimento la música Duas Sanfonas, para el álbum Gil & Milton.
2001 fue uno de los años más agitados para esta dupla. En 18 de enero, se presentaron en la noche POP de la tercera edición del festival Rock In Rio, presentando el mejor show de la noche elegido por el público aproximado de 250 mil personas. Al día siguiente, Sandy comenzó a grabar la novela Estrela-Guía, donde fue protagonista. Su personaje, Cristal, era una niña criada en una comunidad hippie y que, después de la muerte de sus padre (interpretados por Maitê Proença y Marcos Winter), se va a vivir a Río de Janeiro con su padrino (interpretado por Guilherme Fontes), con quien tiene una relación amorosa turbulenta a causa de las diferencias de edad. Júnior también participó, interpretando a Zeca, un niño pobre de la calle que trabajaba como malabarista. En la banda sonora de la telenovela se podían escuchar temas como Enrosca, del CD Quatro Estações - O Show. La novela fue un gran éxito en el horario de las 6 y las grabaciones duraron hasta junio. Emendando un trabajo en el otro, los hermanos pasaron el mes de julio en Los Ángeles grabando esta vez 2 CD al mismo tiempo, uno de los cuales era sólo en inglés. En octubre, se lanzó Sandy e Junior, el 11.er CD de la dupla. El nombre iba a ser 11, pero fue cambiado inmediatamente después del atentado del 11 de septiembre. Se vendieron un millón de copias en los primeros 3 días, otorgando al famoso dúo un merecido Disco de Diamantes y como consecuencia una invitación a la sección ARQUIVO CONFIDENCIAL, del programa Domingão do Faustão. Para terminar el año con broche de oro, grabaron un especial navideño en la ciudad de João Pessoa, en un show que reunió a más de un millón y medio de personas. Aprovechando el éxito de la telenovela y la serie, Sandy fue invitada a participar en una 2.ª telenovela que acerca de la vida de Elis Regina, sin embargo rechazó la invitación para dedicarse exclusivamente a la música.

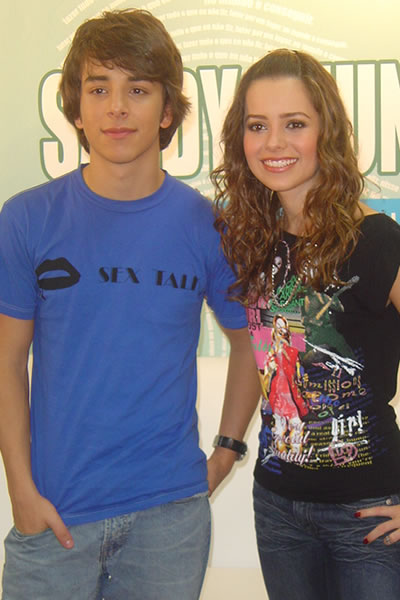
Sandy y Junior en 2004

El 7 de mayo de 2002, se estrenó en el Fantástico el videoclip Love Never Fails, dando inicio a la carrera internacional. Luego se lanzó el álbum Internacional en Brasil, que también fue lanzado en otros países en otros idiomas y con otros nombres. En América Latina y España se lanzó con el nombre de SANDY & JÚNIOR, que además de contar con temas en inglés y portugués, incluía 5 tracks en Español: El Amor No Fallará, Convence al Corazón, Muy Cerca de Ti, Tan Dentro de Ti, y La Leyenda. Durante ese año, pasaron mucho tiempo fuera de su país, generando celos de los fanes brasileños y dejándoles sin tiempo suficiente para dedicarse a la serie global, que ese año estaba en una nueva fase, fuera del colegio. Para recompensar a los brasileños, se presentaron en el Maracanã el día 12 de octubre, siendo los primeros artistas brasileños en hacer un show solos en el famoso estadio. Arrastraron una multitud de 70 mil personas, de los cuales 15 mil entradas fueron vendidas ese mismo día. La presentación fue transmitida por TV Globo el mismo día y dio nombre a un CD (que, luego de lanzarse, era edición limitada, pues traía un 2.º CD com las canciones internacionales grabadas en otros idiomas y que no fueron lanzadas en la edición Brasileña) y DVD, que después de un problema no divulgado tuvieron que sacar la primera edición de la tiendas, y después volvió pero con una selección de canciones mal editadas y que en realidad mostraba imágenes y sonido (como las canciones del CD) del concierto de Pacaembu, y no del Maracanã, decepcionando a muchos fanes que querían un registro del concierto histórico. Para terminar el año, grabaron una campaña publicitaria promoviendo el uso del preservativo, el cual generó polémica porque Sandy nunca suele hablar sobre su vida personal y hablar sobre algo sobre algo tan íntimo en la red nacional.
En el 2003, la repetición de algunos episodios de la serie dio a los fanes esperanza de que continuaría aquel año, sin embargo las repeticiones acabaron luego del inicio del año. La serie estuvo 4 años al aire y fue cambiado por la carrera internacional que continuo ese año e hizo que grabaran la canción Bang Bang (You're The One) para la versión latina de la película Johnny English. En el exterior, participaron como jurados de la XLIV edición del Festival Internacional de la Canción de Viña del Mar, en Chile. Donde Sandy fue coronada Miss Simpatía, gracias a su deslumbrante belleza, talento y humildad en el escenario compitiendo con muchos artistas conocidos a nivel internacional. Júnior recibió una invitación para participar en la película estadounidense "Lizzie McGuire: Estrella Pop" como protagonista al lado de Hilary Duff haciendo el papel del italiano Paolo Valisari, sin embargo tuvo que rechazar la invitación para grabar la película de la dupla llamada Acquaria, que mostraba como sería la vida en la tierra después de la escasez de agua en el año 3000. En el elenco, además de Sandy y Júnior, estuvieron Emílio Orciolo Neto, Milton Gonçalves, Júlia Lemmertz, Alexandre Borges, Serafim González, Daniel Ribeiro, el niño Igor Rudolf y la perrita Wind. La producción, que hasta ese entonces era la más cara del cine brasileño, tuvo escenas grabadas en el Desierto de Atacama en Chile y abusó de efectos especiales hollywoodianos.
Ese mismo año, se lanzó el CD Identidade, otro divisor de aguas con varias canciones compuestas por los 2 y Júnior como productor. El encarte del CD no contenía ninguna foto de los dos juntos, ni siquiera en la portada (que poseía 2 versiones, cada una con la mitad del rostro de uno de ellos). A pesar de que la crítica dice lo contrario, el álbum el álbum fue bien recibido por el público y vendió 350 mil cópias, um número excelente teniendo en cuenta la crisis por la que pasaba el mercado fonográfico debido a la piratería y las descargas vía internet. A fin de año, los hermanos ayudaron a construir el Hospital de Cáncer de Barretos y obtuvieron un pabellón con sus nombres. El ala infantil fue llamada 'Noely Pereira Lima', el nombre de su madre.
En el 2004, comenzó el Tour Identidade, con shows simples, apenas con telones como escenario, enfatizando la música, causando confusión en muchos que estaban acostumbrados a las mega producciones. Los fanes pudieron oír un poco de los nuevos arreglos de la conmemoración CUT por el Día del Trabajo, en la Avenida Paulista. Aquel espectáculo trajo consigo 800 mil personas. El tour comenzó en Manaus, por primera vez huyendo del eje Río-São Paulo. Antes de eso, cantaron en el show Senna In Concert, en homenaje de los 10 años de la muerte del piloto Ayrton Senna, donde además de cantar juntos la canción É Preciso Saber Viver, Sandy cantó Sampa con Caetano Veloso; y Júnior, Descobridor dos Sete Mares, con Frejat. Cada vez más los hermanos se presentaban solos. Sandy, por 1.ª vez, hizo un show sola, improvisando músicas para cantar de palha junto a Ed Motta y Tony Garrido en la inauguración del FM Hall. Júnior tenía proyectos paralelos y llegó a sacar su lado roquero hacia afuera presentándose con Andreas Kisser. Fue abuchado al inicio de la presentación, pero acabó siendo aplaudido tras el reconocimiento de su talento como instrumentista. Juntos, participaron de "Quebrando A Rotina", un reality show del programa Caldeirão do Huck que mostraba un viaje de ellos con Luciano Huck por la Estrada Real, donde compusieron la canción Vida de Marola. Después, participaron en el DVD de 10 años de carrera de la Familia Lima. Sandy cantó Escrito no Céu com Lucas Lima, su novia en esa época. Junior hizo de segunda voz en Você Pra Sempre. En octubre, Sandy se presentó en un evento en contra del sida junto a Elisa Lucinda, Preta Gil, Elba Ramalho y Margareth Menezes. Ese mismo mes, Júnior se presentó por primera vez con su banda Soul Funk, en la cual él era baterista. Cada vez más aumentaban los rumores del fin de la dupla, sin embargo todo el falso. Los hermanos hicieron shows internacionales en Japón, uno en Tokio y otro en Nagoya. Tal viaje causó problemas, pues además de no haber recibido nada por los shows, fue previsto una cena con ellos sin que ellos hayan sido informados al respecto. En noviembre, fueron padrinos de la campanha McDía Feliz, y el día 13 de noviembre llegaron a trabajar de vendedores en uno de los locales de McDonald's. Sandy también grabó la música Chovendo na Roseira para la banda sonora de la película A Dona da História.
El año 2005 comenzó, para la dupla, en el Carnaval. Junto al resto de su familia, desfilaron en ela escuela de Samba X-9 Paulistana, que homenajeaba a Chitãozinho & Xororó con el enredo "Nascemos para cantar e sambar". El desfile quedó en 2.º lugar y los hermanos volvieron para el Desfile das Campeãs. Antes de esto, Júnior dio las caras en el Carnaval de Bahía y participó en el trío eléctrico de Ivete Sangalo. Después de eso, el inicio del año fue de Sandy. Primero, grabó una participación en el DVD de Pedro Mariano en homenaje a Elis Regina, cantando con el cantante el antiguo éxito de la madre de él É Com Esse Que Eu Vou. Después, junto con Caetano Veloso, cantó un medley con temas de novelas en el aniversario de 40 años de la Red Globo. En mayo, hizo 2 shows sola cantando MPB y jazz en el Boubon Street, SP. Cada vez más los hermanos tomaban rumbos diferentes. Sandy incluso se presentó en el Proyecto Aquarius cantando músicas eruditas y grabó la música Um Segredo e Um Amor para el Soundtrack de la novela Alma Gêmea. Junior no se quedó atrás. Participó en shows de otros artistas como Wilson Sideral y Lenin y asumió junto a Lucas Lima la dirección musical de la pieza Liberdade Para Borboletas, además de continuar con su banda, que comenzó a presentarse en fiestas como la promovida por París Hilton en su visita a Brasil y en el lanzamiento de la zapatilla Nike 10K.
A fin de año, la pareja cumplió 15 años. El hecho fue conmemorado con una fiesta para 2000 fanes en el Estadio del Guaraní, en Campinas. Fueron expuestas las principales ropas usadas, además de premios y discos representando la venta de cada álbum. Además de la exposición, tuvo un show en el cual el público tuvo tiempo para hacerle preguntas al dúo y pedir canciones antiguas.
A comienzos del 2006 fue lanzado el CD Sandy e Júnior, 2 años y medio después del lanzamiento del último. Traía un sonido muy diferente de los álbumes anteriores.En la portada, 2 muñequitos, que estaban en los carteles de propaganda, en el escenario del nuevo tour (también bautizada como Sandy e Júnior) y en el clip de Replay. El CD contaba con la participación especial de Milton Nascimento y Taboo, de la banda Black Eyed Peas, en el track Nas Mãos da Sorte, que era una canción con cuño social, con derecho a un rap escrito por Gabriel El Pensador. Todo el dinero y ganancia de esa música fue donado para el Instituto Ayrton Senna. Los hermanos fueron a Portugal a promocionar el CD, previeron shows 2 veces. Ese año, Sandy actuó en el programa infantil Sítio do Picapau Amarelo. Aún con su nombre apareciendo en los créditos iniciales, su Hada Felícia apareció solamente en el 2.º capítulo. El 2.º videoclip del CD, Estranho Jeito de Amar, fue filmando en película de 16mm y tuvo 2 versiones, una de ellas de más de 10 minutos. El cortometraje fue exhibido en una sesión especial del Festival de Cine de Gramado. La música estaba en la banda sonora de la novela Pé Na Jaca, sin embargo las pocas veces que fue tocada fue sólo en instrumental. Siguiendo la carrera como actriz, Sandy participó del semanal A Diarista, interpretándose a ella misma. En octubre, Soul Funk conmemoró 2 años y se realizó una fiesta en el Na Mata Café para conmemorar la ocasión. A fin de año, los 2 participaron del show de inauguración de la casa de shows Vivo Río junto con Gilberto Gil, Ivete Sangalo, Maria Rita y Adriana Calcanhoto. El trabajo grupal con los 2 primeros se repitió en un show en el mismo local al día siguiente.
El año 2007 comenzó con una invitación especial: los hermanos fueron llamados para cantar en el encuentro del papa Benedicto XVI con jóvenes de Pacaembu. La pareja rechazó la invitación por incompatibilidad de agenda, y muchos dijeron que, en realidad, habían sido vetados por la Iglesia católica por haber hecho la campaña a favor del condón algunos años antes.

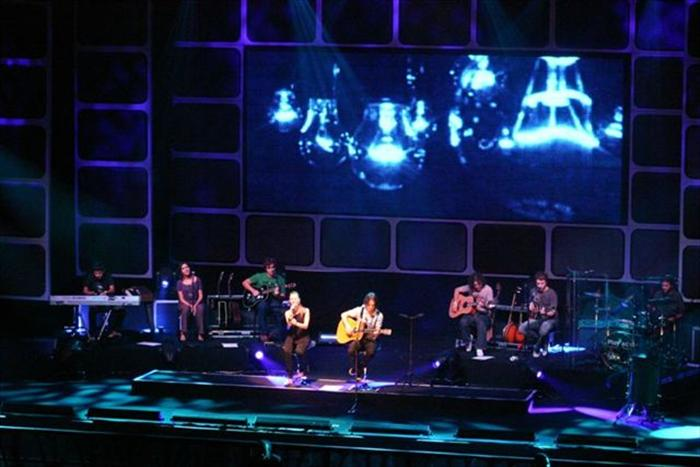
Sandy y Junior en la gira Acústico MTV Tour

### La separación
El día 17 de abril de 2007, en rueda de prensa, Sandy y Júnior anunciaron el nuevo CD y DVD, Acústico MTV, y anunciaron que sería el último de la carrera como dúo. El proyecto se empezó a realizar en mayo y para ser lanzado en agosto. Hasta diciembre continúan juntos, Sandy comenzó su Tour como solista e hizo, de momento, 2 presentaciones, siendo el estreno en el Palacio das Artes, en Belo Horizonte. Después, hizo 2 shows más en el Bourbon Street, en SP, uno en el Teatro del Sesi, en Porto Alegre y un último para la empresa All Nations, en Río de Janeiro, sin la presencia de los fanes, causando indignación en todos que esperaban el show. Junior continuaba con su banda, que anunció el fin de SoulFunk el 18 de julio.
Después del anuncio de la separación, Sandy grabó Scandal, con la banda Crossover, de Amon-Rá, hermano de Lucas Lima, su prometido. La música, que es electrónica, fue compuesta en inglés por la cantante, contradiciendo con su declaración de continuar su proyecto de Jazz y MPB después de un periodo de descanso. Junior declaró que pretende estar 1 mes fuera. Antes de declarar lo que pretendían hacer en el futuro, la pareja grabó por la última vez CD y DVD juntos, los días 05 y 6 de junio, en los Nuevos Estudios, de São Paulo. El repertorio, que fue escogido a través de votación en la web oficial, trajo grandes éxitos de toda la carrera como Maria Chiquinha y tuvo la participación de Ivete Sangalo, Lulu Santos, Marcelo Camelo y Lucas Lima. El proyecto cuenta además con 3 músicas inéditas, Segue Em Frente, compuesta por Junior, Abri os Olhos, primer sencillo del CD con la cantante tocando piano a pedido de los fanes y Alguém Como Você, de George Israel, de Kid Abelha.
El 18 de julio de 2007, Junior anunció el fin de la banda Soul Funk. Los últimos conciertos fueron en el pub Na Mata Café los días 1, 2 y 3 de agosto y fueron bautizados como 1, 2, 3, Fui.
Acústico MTV, el último proyecto que involucra a Sandy y Junior como dúo, el CD fue lanzado el día 10 de agosto y el DVD el 3 de septiembre. Hasta diciembre, los hermanos hicieron un tour de despedida con cerca de 40 conciertos. La intención era pasar por casi todas las capitales de Brasil y algunas del interior de los estados. El 18 de diciembre de 2007, Sandy y Junior realizaron su último show en dúo, en el Credicard Hall de São Paulo. El Show tuvo bastante acogida por la prensa y contó con la participación especial de Ivete Sangalo. Además de momentos emocionantes y sorpresivos como el homenaje de Sandy para su hermano, cantando el tema Angel. El dúo, así como los fanes, se emocionaron hasta las lágrimas.

## Actuaciones

### Sandy
- A História de Ana Raio e Zé Trovão (1991) - Sandy
- O Noviço Rebelde (1997) - Márcia
- Sandy & Junior (1999-2002) - Sandy
- Estrela-Guía (2001) - Cristal
- Acquaria (2003) - Sarah
- Sítio do Picapau Amarelo (2006) - Hada Felícia
- Estranho Jeito de Amar (2006) - Luiza
- A Diarista (2006) - Sandy

### Junior
- A História de Ana Raio e Zé Trovão (1991) - Júnior
- O Noviço Rebelde (1997) - Júnior
- Sandy & Junior (1999-2002) - Júnior
- Estrela-Guía (2001) - Zeca
- Acquaria (2003) - Kim
- Estranho Jeito de Amar (2006) - Pedro

## Proyectos Solos
Junior tenía una banda de Black Music llamada SoulFunk, donde era baterista y también cantaba.
Sandy se destaca por haber cantado en el 2005 repertorios de jazz y haciendo participaciones especiales con otros artistas. Invitada a participar en el proyecto especial Credicard Vozes, Sandy hizo dos shows - éxitos en crítica y público
 - en el escenario de Bourbon Street Music Club, en São Paulo. El 14 de diciembre del 2006, junto al pianista Marcelo Bratke, participó del proyecto “Voz e Piano” presentado en el Auditório Ibirapuera también en São Paulo, Sandy dio un show de musicalidad, con un repertorio que pasó por Bossa Nova, MPB, Lírico y Jazz. El show, fue grabado por la TV Cultura, y fue un programa especial de fin de año para el 2007.
También desde del 2007 se está llevando a cabo el tour SANDY TURNÊ SOLO, el cual está siendo llevada por la cantante por las principales ciudades de Brasil, con un repertorio muy sofisticado, que incluye canciones de Tom Jobim, Ira y George Gershwin, Cole Porter, Arthur Hamilton, entre otros. Además de cantar, Sandy también se encarga de la dirección espectáculo al lado del bajista Chico Willcox.

## CD y Ventas
- 1990 - Aniversário Do Tatu (300 mil)
- 1992 - Sábado À Noite (400 mil)
- 1993 - Tô Ligado Em Você (450 mil)
- 1994 - Pra Dançar Com Você (500 mil)
- 1995 - Você É D+ (550 mil)
- 1996 - Dig-Dig-Joy (700 mil)
- 1997 - Sonho Azul (850 mil)
- 1998 - Era Uma Vez... (2 millones)
- 1999 - As Quatro Estações (2,5 millones)
- 2000 - Quatro Estações - O Show (2,7 millones)
- 2001 - Sandy & Júnior (1,3 millones)
- 2002 - Internacional (750 mil)
- 2002 - Ao Vivo No Maracanã/Internacional Extras (Edición limitada de 350 mil copias )
- 2003 - Identidade (450 mil)
- 2006 - Sandy e Júnior (200 mil)
- 2007 - Acústico MTV (400 mil)
- 2020 - Nossa História: Ao Vivo em São Paulo

## DVD
- 1997 - O Noviço Rebelde (con Renato Aragão)
- 1998 - Era Uma Vez
- 2000 - Quatro Estações - O Show
- 2002 - S&J Na TV - Os Melhores Clipes da Série
- 2002 - Ao Vivo No Maracanã
- 2004 - AcQuária
- 2006 - Making Of do 15° CD
- 2007 - Acústico MTV
- 2020 - Nossa História: Ao Vivo em São Paulo

## VHS
- 1995 - Os Maiores Sucessos
- 1997 - O Noviço Rebelde (con Renato Aragão)
- 1998 - Era Uma Vez
- 1999 - Vamos Dançar com Sandy e Junior
- 2000 - Todas As Estações - Remixes e Videoclipes
- 2000 - Quatro Estações - O Show
- 2002 - S&J Na TV - As Melhores Aventuras do Programa
- 2003 - Vamos Pular com Sandy e Junior

## Videoclips
- Sábado À Noite
- Vamos Construir (con Chitãozinho & Xororó)
- Primeiro Amor
- Férias de Julho
- Dig-Dig-Joy
- Não Ter
- Inesquecível
- Vivo Por Ella (con Andrea Bocelli)
- No Fundo do Coração
- Imortal
- Aprender A Amar
- As Quatro Estações
- You're My # 1 (con Enrique Iglesias)
- A Lenda
- Enrosca
- O Amor Faz
- Love Never Fails
- L'Amour Ce Remede
- El Amor No Fallará
- O Amor Nos Guiará
- Words Are Not Enough
- Convence Al Corazón
- Le Pire Des Mots
- Encanto (2 versiones)
- Desperdiçou
- Nada Vai Me Sufocar
- Replay (2 versiones)
- Estranho Jeito de Amar (2 versiones)
- Abri os Olhos

## Canciones en Soundtracks
En TV Coloso:
- Coça-Coça

En Menino Maluquinho:
- Voa Vovô

En Corpo Dourado:
- Vivo Por Ella

En Mulan (Edición para Brasil):
- Imagem
- Seu Coração

En Terra Nostra:
- Malia

En O Cravo e a Rosa:
- Olha O Que O Amor Me Faz

En Estrela Guía:
- Enrosca

En Rebelde Way:
- La Leyenda
- El Amor no fallará
- Convence al Corazón
- Until I See You Again
- We've Only Just Begun
- Love Never Fails (Fly Remix)

En Johnny English:
- Bang Bang (You're The One)

En A Dona da História:
- Chovendo na Roseira

En Alma Gêmea:
- Um Segredo e Um Amor

En Pé na Jaca:
- Estranho Jeito de Amar

En Floribella Portugal:
- Estranho Jeito de Amar

## Principales tours
- 1995 - Pra Dançar Com Você
- 1996 - Sonho Azul
- 1997 - Dig-Dig-Joy
- 1998 - Eu Acho Que Pirei
- 2000 - Quatro Estações
- 2002 - Sandy & Júnior 2002
- 2004 - Identidade Tour
- 2006 - Sandy e Júnior 2006
- 2007 - Acústico MTV
- 2019 - Nossa História

### Públicos más abundantes
- 07 - Set - 2000 - Cabo Frio/RJ: + de 200 mil personas
- 18 - Ene - 2001 - Rock In Rio 3 - 250 mil personas
- 08 - Abr - 2001 - Jockey Club (Curitiba) - 50 mil personas
- 15 - Set - 2001 - Cabo Frio/RJ: + de 250 mil personas
- 12 - Oct - 2002 - Maracanã - 70 mil personas
- 14 - Oct - 2001 - Fortaleza/CE: 50 mil personas
- 16 - Dic - 2001 - João Pessoa - 1,2 millones de personas
- 23 - Mar - 2003 - Aniversario de Curitiba - 311 años - Parque Barigüi - 100 mil personas
- 19 - Jul - 2003 - Mangaratiba/RJ: 150 mil personas
- 01 - May - 2004 - São Paulo (Show da CUT)- cerca de 800 mil personas
- 07 - May - 2004 - Itaipava/RJ - + de 80 mil personas
- 28 - Jul - 2004 - São Caetano/SP - + de 150 mil personas
- 01 - Ago - 2004 - Macaé/RJ: + de 100 mil personas
- 03 - Dic - 2004 - Recife - 60 mil personas
- 08 - Abr - 2006 - Mococa/SP - 90 mil personas
- 03 - Set - 2006 - Nueva York (Brazilian Day) - 1,5 millones de personas
- 24 - Nov - 2006 - Brusque - 80 mil pessoas
- 08 - Jul - 2007 - Itaguaí (RJ) - 100 mil personas
- 09 - Nov - 2020 - Río de Janeiro (Parque Olímpico) - 100 mil personas

Los Más Importantes: Rock in Rio 3, João Pessoa y Ao Vivo No Maracanã.

## Premios principales
| Premiación    | Categoría                                                                                     | Año  | Resultado |
| ------------- | --------------------------------------------------------------------------------------------- | ---- | --------- |
| VMB MTV       | Elección de la Audiencia                                                                      | 1998 | Nominados |
| VMB MTV       | Elección de la Audiencia; Videoclip Pop                                                       | 2000 | Nominados |
| Nickelodeon   | Mejor Videoclip                                                                               | 2000 | Ganadores |
| Nickelodeon   | Mejor Canción                                                                                 | 2000 | Nominados |
| Multishow     | Mejor CD; Mejor Canción; Mejor Videoclip                                                      | 2000 | Nominados |
| Nickelodeon   | Mejor Videoclip                                                                               | 2001 | Ganadores |
| Multishow     | Mejor Espectáculo; Mejor Videoclip                                                            | 2001 | Ganadores |
| Multishow     | Mejor CD; Mejor Canción                                                                       | 2001 | Nominados |
| VMB MTV       | Elección de la Audiencia; Edición; Dirección; Dirección de Arte; Mejor Clip Pop; Clip del Año | 2001 | Nominados |
| VMB MTV       | Elección de Audiencia                                                                         | 2002 | Nominados |
| Grammy Latino | Ingeniería de Grabación                                                                       | 2002 | Nominados |
| Nickelodeon   | Mejor Clip; Mejor Música Internacional                                                        | 2002 | Ganadores |
| Nickelodeon   | Mejor Canción                                                                                 | 2002 | Nominados |
| Multishow     | Mejor Show                                                                                    | 2002 | Ganadores |
| Multishow     | Mejor Videoclip; Mejor CD                                                                     | 2002 | Nominados |
| Prêmio Tim    | Mejor dúo o grupo musical                                                                     | 2002 | Nominados |

| Premiación    | Categoría                                                           | Año  | Resultado |
| ------------- | ------------------------------------------------------------------- | ---- | --------- |
| Multishow     | Mejor Show                                                          | 2003 | Ganadores |
| Multishow     | Mejor Videoclip; Mejor CD                                           | 2003 | Nominados |
| Prêmio Tim    | Mejor dúo o grupo musical                                           | 2004 | Nominados |
| Multishow     | Mejor CD; Mejor Videoclip                                           | 2004 | Nominados |
| VMB MTV       | Elección de la Audiencia; Edición; Videoclip Pop; Videoclip del Año | 2004 | Nominados |
| Nickelodeon   | Mejor Videoclip; Mejor Proyecto Social                              | 2004 | Ganadores |
| VMB MTV       | Elección de la Audiencia; Dirección Artística; Videoclip Pop        | 2005 | Nominados |
| Nickelodeon   | Mejor Canción; Mejor Videoclip                                      | 2005 | Nominados |
| Multishow     | Mejor Show; Mejor Videoclip                                         | 2005 | Nominados |
| Nickelodeon   | Mejor banda; Mejor Videoclip; Mejor Canción                         | 2006 | Nominados |
| VMB MTV       | Mejor Videoclip Pop                                                 | 2006 | Nominados |
| Grammy Latino | Mejor CD Pop Contemporáneo de Música Brasileña                      | 2006 | Nominados |
| Prêmio IG Pop | Mejor Álbum Nacional                                                | 2006 | Ganadores |